# (37216) 2000 WZ132
(37216) 2000 WZ132 est un astéroïde de la ceinture principale d'astéroïdes découvert en 2000.

## Description
(37216) 2000 WZ132 a été découvert le 19 novembre 2000 à l'observatoire Magdalena Ridge, situé dans le comté de Socorro, au Nouveau-Mexique (États-Unis), par le projet Lincoln Near-Earth Asteroid Research (LINEAR).

### Caractéristiques orbitales
L'orbite de cet astéroïde est caractérisée par un demi-grand axe de 2,84 ua, un périhélie de 2,67 ua, une excentricité de 0,06 et une inclinaison de 10,71° par rapport à l'écliptique. Du fait de ces caractéristiques, à savoir un demi-grand axe compris entre 2 et 3,2 ua et un périhélie supérieur à 1,666 ua, il est classé, selon la JPL Small-Body Database, comme objet de la ceinture principale d'astéroïdes.

### Caractéristiques physiques
(37216) 2000 WZ132 a une magnitude absolue (H) de 14,3 et un albédo estimé à 0,194.